# Ägyptische Erde
Ägyptische Erde (auch Bronzepuder oder Terracottapuder) ist ein kosmetisches Produkt, das gebrannte Tonerde enthält.

## Verwendung
Das Pulver wird zu Pudersteinen und -Kügelchen gepresst und auf den Körper aufgetragen, um ein sonnengebräuntes Aussehen zu verleihen.
Bei der Vermarktung wird manchmal ein Bezug zur Kosmetik im Alten Ägypten hergestellt.